# Schwedengraben (Wüstung)
Mit Schwedengraben wird die Wüstung einer bergmännischen Ansiedlung aus dem 12. Jahrhundert zwischen Niederlauterstein und Zöblitz im Erzgebirge bezeichnet.

## Lage
Das Gelände befindet sich auf einem Gleithang am linken Ufer der Schwarzen Pockau, etwa 250 Meter Luftlinie westnordwestlich von der abgegangenen Burg Nidberg am gegenüberliegenden Ufer auf dem mehr als 50 Meter über der Talsohle aufragenden Löwenkopffelsen.
Das Gelände lässt sich am günstigsten über die dort im Tal und in unmittelbarer Nähe vorbeiführende Staatsstraße 224 Kniebreche–Pockau erreichen.
Das Areal befindet sich 1 km südöstlich von Niederlauterstein. Die Grabenanlage des Areals grenzt im Norden an die markante Felsklippe "Weiße Frau" an. Die Geländezunge mit der Siedlung fällt hier in die Flussaue der Schwarzen Pockau ab, welche hier eine Schleife macht.

## Beschreibung

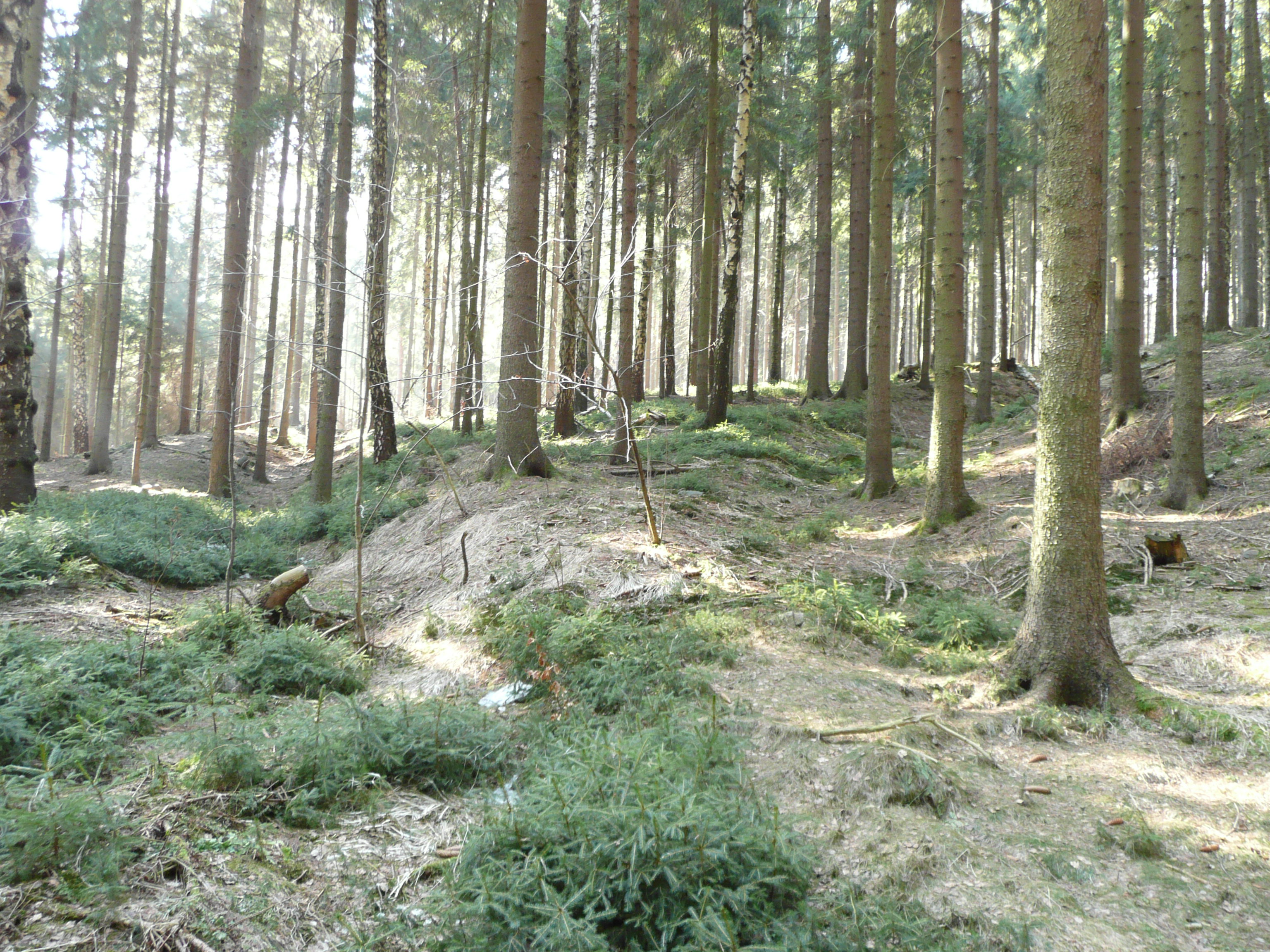
Zwei Hohlwege zur Wüstung vom ehemaligen Vorwerk Neudeck kommend – Blick Richtung Westen vom Erdwerk der Wüstung

Das Areal der Wüstung ist ein von einem Erdwerk – Graben mit wallartig abgelagertem Aushub – mit etwa 250 Metern Durchmesser umzogen. Funde und Befunde belegen einen zeitlichen und räumlichen Bezug zur Burg Nidberg. Die Siedlung war offensichtlich nichtagrarisch orientiert, wie die Umziehung mit einem Graben und Hinweise auf Verhüttung und Metallverarbeitung wahrscheinlich machen. Bei Ausgrabungen wurden u. a. zwei Backöfen, ein völlig destruierter Rennofen und mehrere eingetiefte Häuser untersucht. Das dabei geborgene Fundmaterial datiert vom späten 12. bis 13./14. Jahrhundert. Auch steht das Areal mit einem teils mehrspurigen Hohlweg in Verbindung.
Gemäß den archäologischen Funden und Befunden handelt es sich um einen Burg-Siedlungs-Komplex, welcher mit der Kolonisation des Gebietes im 12. Jahrhundert in Verbindung steht. Dieser diente dem Schutz eines Weges am Übergang über die Schwarze Pockau sowie der Lenkung des Siedlerstroms.
Das Wüstfallen von Burg und Siedlung fallen in das ausgehende 13., spätestens in den Übergang zum 14. Jahrhundert. Zu diesem Zeitpunkt war die Besiedelung des Umlandes weitestgehend abgeschlossen und die nordwestlich liegende Burg Lauterstein bildete fortan den Mittelpunkt des Feudalbezirkes.

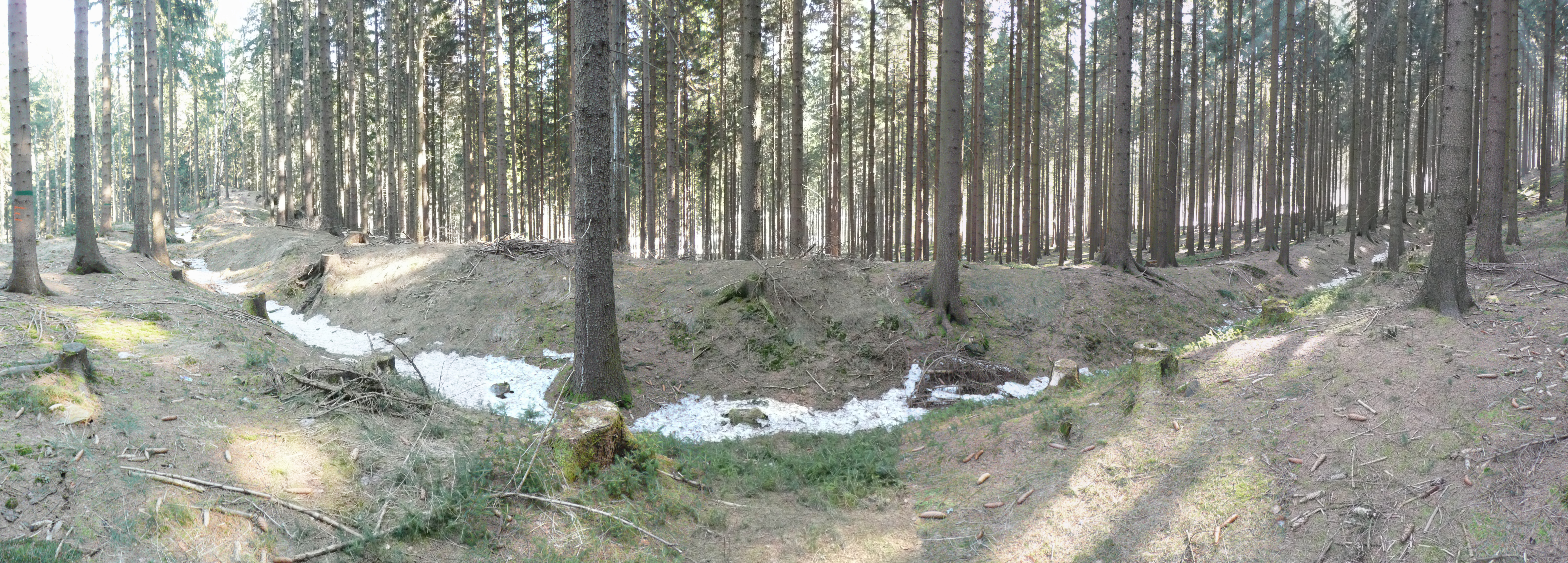
Erdwerk der Wüstung im Panorama von Ost nach Südwest – Blick von Außen

Am 9. September 1974 wurde das Areal als Bodendenkmal eingetragen.